# قرار مجلس الأمن التابع للأمم المتحدة رقم 2108
قرار مجلس الأمن التابع للأمم المتحدة رقم 2108، المتخذ بالإجماع في 27 يونيو 2013م.

## روابط خارجية
- نص القرار في undocs.org